# Ilha do Maio
| Maio                |                                             |
| Localização do Maio |                                             |
| Gentílico: maiense  |                                             |
| Maior centro urbano | Vila do Maio, cerca de habitantes.          |
| Concelhos           | Maio                                        |
| Área                | 269 km²                                     |
| População           | 7.506                                       |
| Grupo               | Sotavento                                   |
| Elevação máxima     | 436 m, Monte Penoso                         |
| Coordenadas         | 15° 06′ N e 15° 20′ N 23° 05′ W e 23° 14′ W |
| Mapa do Maio        |                                             |

Maio é uma ilha de Cabo Verde, e também um de seus Concelhos. Faz parte do grupo de Sotavento. A maior povoação da ilha é a Vila do Maio (Porto Inglês). A ilha tem cerca de 7 mil habitantes e 269 km².

## Localidades
- Vila do Maio (Porto Inglês)
- Barreiro (Len Varela e Banda Riba)
- Figueira - (Figueira da Horta e Figueira Seca)
- Ribeira Dom João
- Pilão Cão
- Alcatraz
- Pedro Vaz
- Praia Gonçalo
- Santo António
- Cascabulho
- Morrinho
- Calheta
- Morro

## Língua
Para além do português, língua oficial, o crioulo cabo-verdiano é usado no dia-a-dia pela maioria da população do Maio. Existe uma variante local do crioulo cabo-verdiano.